# Antonio Brignole Sale
Antonio Giovanni Francesco Maria Ignazio Luigi Brignole Sale, marchese di Groppoli (Genova, 22 maggio 1786 – Genova, 14 ottobre 1863), è stato un politico e diplomatico italiano, al servizio del Primo Impero francese e quindi del Regno di Sardegna.

## Biografia

Stemma nobiliare della famiglia Brignole Sale

### La famiglia
Figlio di Anton Giulio III Brignole Sale, nono marchese di Groppoli, e di Anna Maria Gaspara Vincenza Pieri, Antonio Brignole Sale nacque a Genova il 22 maggio 1786. Il nonno paterno era Rodolfo Emilio Brignole Sale, centosessantasettesimo doge della Repubblica di Genova e ultimo di questo ramo della famiglia.
Sua cugina era Maria Caterina Brignole Sale, principessa di Monaco e poi di Condé, mentre la madre Anna fu dama di compagnia delle mogli di Napoleone, Joséphine de Beauharnais e Maria Luisa d'Austria. Il fratello maggiore Rodolfo (†1832) nel 1818 fu nominato da Pio VII vescovo titolare di Assura (in partibus infidelium), la sorella Maria Pellegrina sposò il duca Emmerich Joseph von Dalberg (1773-1833), numero due della diplomazia napoleonica solo dopo Talleyrand, e infine l'altra sorella Caterina sposò il conte Carlo Alfonso Marcello Marescalchi (1782-1868), ciambellano del viceré d'Italia Eugène de Beauharnais. Pertanto Antonio iniziò a muovere i primi passi sotto i migliori auspici, avendo importanti legami con persone altolocate a Genova come a Parigi.

### L'era napoleonica
Dopo gli studi al Convitto Tolomei di Siena, città della madre, si trasferì a Parigi, dove quest'ultima lo inserì nei ranghi dell'amministrazione imperiale. Nel 1805 prese parte alla definizione dell'annessione della Liguria alla Francia, il cui trattato venne firmato proprio a Palazzo Rosso (Genova), la sua casa. Dal 1807 al 1812 assolse diversi importanti incarichi a Parigi, venendo a contatto direttamente con l'Imperatore, che ne apprezzò la solerzia e l'intelligenza. Per i suoi meriti il 30 agosto 1810 venne creato Conte dell'Impero.
Rientrò in Italia, divenendo dal 12 marzo 1813 prefetto del Dipartimento di Montenotte, nel cui capoluogo Savona allora risiedeva forzatamente Papa Pio VII quale prigioniero dei francesi; la scelta di porre in quella posizione un nobile genovese fervente cattolico non era certamente casuale, data la volontà di Napoleone di trovare di nuovo un accordo col Pontefice. Quest'ultimo usava chiamarlo "il mio buon carceriere".

### Al servizio dei Savoia

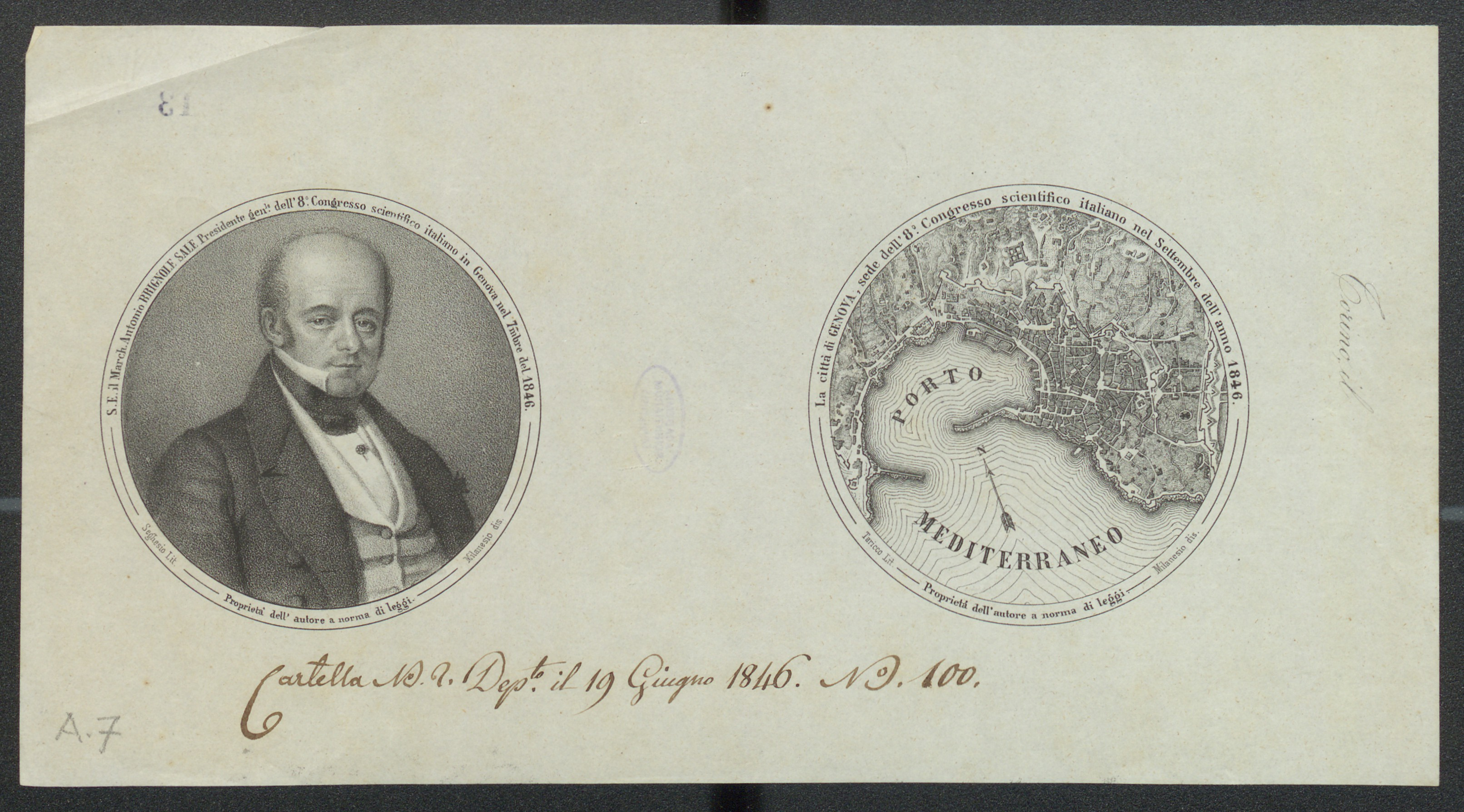
Ritratto di Antonio Brignole Sale e porto di Genova. Immagine celebrativa dell'8º congresso degli scienziati italiani tenutosi a Genova nel settembre 1846.

Dopo la caduta della Repubblica Ligure e l'annessione della Liguria da parte del Regno di Sardegna decisa dal Congresso di Vienna, egli iniziò una carriera diplomatica e politica al servizio dei Savoia.
Antonio era talmente legato alla sua patria che ottenne da Vittorio Emanuele I la condizione per cui, se mai la Liguria fosse tornata indipendente, egli sarebbe stato sciolto da ogni dovere verso i Savoia per potersi dedicare completamente al governo patrio. Episodio che portò il re a riconoscere: "Davvero voi siete un galantuomo".
Il 6 dicembre 1815 Antonio partì come inviato straordinario e ministro plenipotenziario presso il Granducato di Toscana (per discutere il matrimonio del principe Carlo Alberto di Savoia con Maria Teresa d'Asburgo-Lorena) e i ducati di Parma e Modena, rimanendo in carica sino al 24 aprile 1819. Il 15 maggio 1819 venne destinato all'ambasciata di Spagna, con un breve periodo di due mesi di assenza tra il giugno e il luglio del 1826, quando venne incaricato da re Carlo Felice di Savoia (il quale lo aveva nominato sindaco di Genova e suo Gentiluomo di Camera) di presenziare come ambasciatore straordinario all'incoronazione dello zar Nicola I di Russia nel dicembre 1825 e nel giugno del 1838 a quella della regina Vittoria.
Nel 1831, al termine del suo mandato come primo cittadino di Genova, venne nominato Consigliere di Stato.
Ambasciatore in Francia dal 5 aprile 1836 al 1848, divenne una rilevante personalità dell'ambiente intellettuale parigino ai tempi della Monarchia di Luglio per la propria cultura e intelligenza. Ricercato dall'alta società, aveva amici ed estimatori.
Antonio Brignole Sale divenne vicepresidente del senato sabaudo dal 3 maggio al 30 dicembre 1848, non prendendo mai però ufficialmente possesso dell'incarico, e dal 6 ottobre 1849 al 14 maggio 1850 fu ministro plenipotenziario in Austria, dovendo negoziare la difficile pace dopo la disastrosa battaglia di Novara.

### Ritiro dalla politica

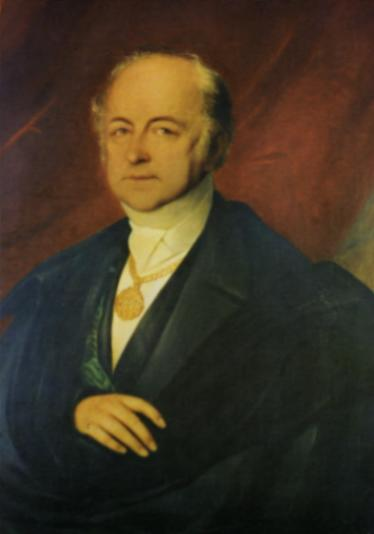
Antonio Brignole Sale

Fermamente contrario alla cessione della contea di Nizza e della Savoia alla Francia (1860) e al trasferimento della sede della Reale Marina da Genova a La Spezia, i suoi duelli con Cavour divennero proverbiali. Lasciò ogni incarico politico nel 1861 quando, dopo l'Unità d'Italia, il governo sabaudo protese verso un crescente anticlericalismo che per lui, fervente cattolico, era parso eccessivo; pertanto si dedicò ancora più assiduamente alle opere assistenziali nella città di Genova. Divenne in questo periodo primo presidente e fondatore del Conservatorio di San Girolamo della Carità di Genova e socio promotore dell'Accademia delle belle arti di Genova, oltre che presidente degli Ospedali di Genova, guadagnandosi la fama di filantropo e benefattore.
Nel 1855 fondò a Genova il seminario Negroni Brignole Sale (dai cognomi dei coniugi fondatori), dal quale uscirono numerosi illustri uomini di chiesa. Ciò fu l'opera che desiderò creare per tutta la sua esistenza, dando seguito, secoli dopo, al voto fatto da Cristoforo Colombo nel proprio testamento: dotare la sua patria di un seminario. L'esecutore testamentario del grande esploratore fu a suo tempo Niccolò Brignole, notaio, ambasciatore e giurista, nonché antenato dei Brignole Sale.
Come riportato da Lorenzo Molossi, il marchese Antonio Brignole Sale era risultato essere in quell'anno il primo contribuente fondiario della provincia parmense-lunigianese, per i propri possedimenti nel comune di Mulazzo.
Morì nella città natale il 14 ottobre 1863.

## Matrimonio e figli
Antonio Brignole Sale sposò Artemisia Negrone, dalla quale ebbe quattro figlie:
- Anna (1810-1815)
- Maria (1811-1888), che andò in sposa a Raffaele De Ferrari, duca di Galliera, anch'egli nominato in seguito senatore del Regno. La coppia, rimasta senza eredi diretti, proseguì l'attività di beneficenza iniziata da Antonio.
- Luigia (1822-1869), che andò in sposa a Lodovico Melzi d'Eril, duca di Lodi e nipote di Francesco Melzi d'Eril
- Vittoria (1827-...).

Non avendo eredi maschi, egli fu l'ultimo marchese di Groppoli.